# Costobythere
Costobythere is een geslacht van kreeftachtigen uit de klasse van de Ostracoda (mosselkreeftjes).

## Soort
- Costobythere costata Schornikov & Mikhailova, 1990